# ماونت گیلید (ویرجینیا)
ماونت گیلید (به انگلیسی: Mount Gilead) یک منطقهٔ مسکونی در ایالات متحده آمریکا است که در شهرستان لادن، ویرجینیا واقع شده‌است.